# Ignacy Dembowski (polityk)
Ignacy Dembowski h. Jelita (ur. 26 października 1861 w Krakowie, zm. 26 listopada 1942) – polski polityk.

## Życiorys
Urodził się 26 października 1981 w rodzinie Zygmunta i jego pierwszej żony Heleny hr. Humnickiej h. Gozdawa (zm. 1879). Miał siostrę Eugenię (1863–1957).
W 1908 został posłem IX kadencji Sejmu Krajowego Galicji  w III kurii obwód przemyski. Od 1908 do 1916 sprawował stanowisko wiceprezydenta c. k. Krajowej Rady Szkolnej.
We wrześniu 1910 otrzymał tytuł honorowego obywatela miasta Łańcut, oraz przed 1916 został honorowym obywatelem miast: Mościska, Tłumacz, Bursztyn, Kałusz. Był protektorem, a potem prezesem Towarzystwa Domu Młodzieży. W 1923 był zastępcą kuratora Zakładu Narodowego im. Ossolińskich.
Zmarł 26 listopada 1942. Pochowany 30 listopada 1942 na cmentarzu Rakowickim w Krakowie.

## Ordery i odznaczenia
- Krzyż Oficerski Orderu Odrodzenia Polski (10 listopada 1928)[9]
- Krzyż Komandorski Orderu Franciszka Józefa (Austro-Węgry, 1916)[5]